# Pato a Fricassê
Pato a Fricassê fue una banda brasileña de Hardcore Melódico formada en 2005. La banda es originaria de Santana do Livramento - Río Grande del Sur, Brasil.

## Historia
La banda apareció cuando Larratea y Bertrán tocabam en la banda Drunk Skunk de Hardcore y estaban grabando un demo, Assis Brasil que acababa de llegar en la ciudad de Santana do Livramento, Río Grande del Sur procedentes de Boa Vista, Roraima y estaba buscando a alguien interesado para hacer una banda, a sugerencia de un amigo en común de los tres; Eurico fue al estudio donde grababan. Com los mismos gustos musicales decidieron formar una banda, que tiene la mayor influencia de la banda californiana de Punk Pop, Blink-182 y el objetivo más amplio de ser conocido por sus canciones propias. El 4 de septiembre de 2005 Pato a Fricassê nació y al mes siguiente vino al estudio para grabar su primer CD independiente, después grabando dos discos más en 2007 y 2009, realizando varios shows en su ciudad y en Rivera, Uruguay. Por la Internet son conocidos en varios estados del Brasil y hay varias bandas haciendo covers de sus canciones, llegando invitaciones para tocar en otras ciudades como Río de Janeiro, Curitiba, Boa vista, Dom Pedrito, Santa Maria, Rosário do Sul, Porto Alegre, Sapucaia do Sul y Uruguaiana.

## Miembros
- Eurico De Assis Brasil - Cantante y Guitarra.
- Bernardo Bertrán - Cantante y Bajo.
- Mateus Larratea - batería.

## Discografía

### Álbumes de estudio
| 2005 | Existem músicas que fazem mexer a bunda e outras que fazem mexer a cabeça |              |
| Nº   | Canción                                                                   | Compositor   |
| ---- | ------------------------------------------------------------------------- | ------------ |
| 01   | Tia moderninha                                                            | Bertrán      |
| 02   | Medo de errar                                                             | Assis Brasil |
| 03   | Ócio                                                                      | Bertrán      |
| 04   | Patty meus ovo                                                            | Bertrán      |
| 05   | Dizem!                                                                    | Bertrán      |
| 06   | Canção em vão (Versão I)                                                  | Assis Brasil |
| 07   | Eutanásia                                                                 | Bertrán      |

| 2007 | Goze a vida patolando! |                        |
| Nº   | Canción                | Compositor             |
| ---- | ---------------------- | ---------------------- |
| 01   | Por trás da imagem     | Bertrán / Assis Brasil |
| 02   | Bicicleta de vento     | Assis Brasil           |
| 03   | Me encontrar           | Assis Brasil           |
| 04   | Tudo tem seu tempo     | Bertrán                |
| 05   | Todos iguais           | Assis Brasil           |
| 06   | Imposto é um encosto   | Bertrán                |
| 07   | Lôuzar song            | Bertrán / Assis Brasil |

| 2009 | Temporada de caça aos humanos |                        |
| Nº   | Canción                       | Compositor             |
| ---- | ----------------------------- | ---------------------- |
| 01   | Quando eu te encontrar        | Assis Brasil           |
| 02   | Casal Mitomaníaco             | Bertrán                |
| 03   | Canção em vão (versão II)     | Assis Brasil           |
| 04   | On-line fake                  | Bertrán                |
| 05   | O mundo girou                 | Assis Brasil           |
| 06   | Aprendendo a viver            | Bertrán / Assis Brasil |
| 07   | Atitudes cordiais             | Bertrán                |
| 08   | Paradoxo                      | Assis Brasil           |